# Superliga 1998/99 (Türkei)
Die Saison 1998/99 war die siebte Spielzeit der Superliga, der höchsten türkischen Eishockeyspielklasse. Meister wurde zum ersten Mal in der Vereinsgeschichte überhaupt Gümüş Patenler SK.

## Hauptrunde

### Modus
In der Hauptrunde absolvierte jede der acht Mannschaften insgesamt 14 Spiele. Die vier bestplatzierten Mannschaften qualifizierten sich für die Playoffs, in denen der Meister ausgespielt wurde. Für einen Sieg erhielt jede Mannschaft zwei Punkte, bei einem Unentschieden gab es ein Punkt und bei einer Niederlage null Punkte.

### Tabelle
|    |                                 | Spiele | Tore   | Punkte |
| -- | ------------------------------- | ------ | ------ | ------ |
| 1. | Gümüş Patenler SK               | 14     | 237:13 | 27     |
| 2. | Büyükşehir Belediyesi Ankara SK | 14     | 235:17 | 25     |
| 3. | İstanbul Paten SK               | 14     | 181:30 | 20     |
| 4. | Bogazici PSK Ankara             | 14     | 58:89  | 14     |
| 5. | TED Ankara Kolejliler SK        | 14     | 57:116 | 10     |
| 6. | Izmir Büyüksehir BSK            | 14     | 47:143 | 9      |
| 7. | Tarabya PSK Istanbul            | 14     | 32:242 | 5      |
| 8. | Polis Akademisi SK Ankara       | 14     | 24:221 | 1      |

## Playoffs

### Halbfinale
- Gümüş Patenler SK – Bogazici PSK Ankara 3:1
- Büyükşehir Belediyesi Ankara SK – İstanbul Paten SK 0:7

### Spiel um Platz 3
- Büyükşehir Belediyesi Ankara SK – Bogazici PSK Ankara 5:2

### Finale
- Gümüş Patenler SK – İstanbul Paten SK 4:3 n. V.